# كريم حربي
كريم حربي، لاعب كرة قدم كويتي سابق. لعب مع نادي الكويت، سجل هدف في نهائي كأس الأمير 1977/1978.